# Dan Černý
Dan Černý (* 27. května 1982 Litoměřice) je český komiksový kreslíř, ilustrátor, animátor a amatérský filmař a hudebník.

## Život
Vystudoval animátorství na Vyšší odborné škole filmové ve Zlíně. S Danielem Binkem založil komiksový fanzin Sorrel (zde se poprvé objevila jeho ikonická postava Fanouše), lidskou sešlost Levá Noha Arnošta Kunce (L.N.A.K.) a kapelu The Tačud Band. Pro Pevnost vytvořil série Matracman a Magion, nadále pro časopis tvoří stejnojmenný strip a přispívá ilustracemi. Pro speciál Čtyřlístku Ahoj, tady Fifi kreslil komiks Tritonky, do Čtyřlístku nadále kreslí komiksy Tryskošnek a Kňour a Mník. V roce 2020 se stal prvním přiznaným výtvarníkem, který vedle Jaroslava Němečka ztvárnil příběh Čtyřlístku.

## Dílo

### Komiksy
- 2012 Továrna zkázy, Novela Bohemica[7]
- 2013 Tři úkoly pro Klytoru, Novela Bohemica[8]
- 2013 Po záhadných stopách tajuplna, Novela Bohemica[9]
- 2014 Jelita: ze života lůzrů, Paseka[10]
- 2015 Tryskošnek (sebrané příběhy)[11]
- 2012 Tritonky
- 2018 Kňour a Mník

### Knižní ilustrace
- Stopařův průvodce po Galaxii

### Knihy
- 2010 Pohádky Českého středohoří, PolArt
- 2012 Kejda, Epocha

### Filmy
- Dotěrové[12]
- 2008 Čundrák[13]